# Vano (architettura)
In architettura, il termine vano si riferisce a uno spazio o a una cavità all'interno di un edificio delimitato da pareti, solai e pavimenti, concepita per svolgere una specifica funzione o destinazione d'uso. Questo elemento architettonico può assumere diverse forme e dimensioni a seconda del contesto e dell'uso previsto. I vani sono fondamentali nella progettazione degli edifici, contribuendo sia all'aspetto funzionale che estetico delle strutture.

## Tipologie
Le diverse tipologie di vano possono essere classificate in:

### Vano di Accesso
Il vano di accesso è una cavità progettata per consentire l'ingresso e l'uscita da un edificio o da una determinata area. Questo può includere porte, portoni, portici o qualsiasi altro elemento architettonico che faciliti il passaggio delle persone o degli oggetti da un luogo all'altro.

### Vano Finestra
Il vano finestra è un elemento architettonico che ospita una finestra, consentendo la penetrazione della luce naturale all'interno degli spazi interni. La progettazione di questo vano è cruciale per garantire la corretta installazione e funzionalità delle finestre, oltre a contribuire all'estetica complessiva dell'edificio.

### Vano Scala
Il vano scala è una cavità dedicata all'installazione di scale, consentendo la salita e la discesa tra i diversi livelli di un edificio. La progettazione di questo vano deve tenere conto degli aspetti di sicurezza, accessibilità e comfort degli utenti.

### Vano Tecnico
Il vano tecnico è uno spazio progettato per ospitare impianti, sistemi e apparecchiature tecnologiche necessarie per il funzionamento dell'edificio. Questo può includere vani per impianti elettrici, di condizionamento dell'aria, idraulici o altri sistemi tecnologici.

## Caratteristiche

### Caratteristiche comuni
Le caratteristiche di un vano possono variare in base alla tipologia, alla sua funzione e alle normative locali. Tuttavia, alcune caratteristiche comuni includono:
- Superficie: La superficie di un vano è misurata in metri quadrati (mq) e varia a seconda del tipo di vano. Ad esempio, un soggiorno tipicamente ha una superficie maggiore di una camera da letto.

- Altezza: L'altezza di un vano è misurata in metri (m) e varia a seconda del tipo di edificio e delle normative locali. In generale, i vani abitabili devono avere un'altezza minima di 2,70 m.[5]

- Forma: La forma di un vano può essere rettangolare, quadrata, circolare, ellittica o trapezoidale. La forma del vano può influenzare la disposizione dei mobili e la sensazione di spazio.

- Illuminazione: I vani sono generalmente dotati di finestre che forniscono illuminazione naturale. La quantità di illuminazione naturale dipende dalla dimensione e dalla posizione delle finestre.

- Ventilazione: I vani sono generalmente dotati di finestre o porte che possono essere aperte per la ventilazione naturale. In alcuni casi, i vani possono essere dotati di sistemi di ventilazione meccanica.

- Riscaldamento e condizionamento: I vani possono essere dotati di sistemi di riscaldamento e condizionamento per regolare la temperatura interna.

- Impianti: I vani sono generalmente dotati di impianti elettrici, idraulici e di scarico.

- Arredamento: L'arredamento di un vano dipende dalla sua funzione. Ad esempio, un soggiorno tipicamente è arredato con divani, poltrone, tavolini e un mobile TV. Una camera da letto è tipicamente arredata con un letto, un armadio, comodini e una scrivania.

- Accessori: I vani possono essere dotati di accessori come tende, persiane, tapparelle, zanzariere e antifurto.

### Elementi costruttivi
I vani sono definiti da specifici elementi costruttivi che ne determinano la conformazione:
- Pareti: murature in laterizio, pietra, legno, cartongesso o tramezzature divisorie, realizzate con differenti materiali e tecniche costruttive.
- Solai: solai in laterocemento, legno o acciaio, volte e cupole, che definiscono il piano superiore del vano e ne determinano l'altezza.
- Pavimenti: pavimenti in ceramica, legno, pietra o resina, massetti, che offrono diverse finiture e caratteristiche di resistenza e comfort.

### Norme e regolamenti
La progettazione e la costruzione dei vani sono soggette a diverse norme e regolamenti che variano in base al paese, alla regione e al tipo di edificio. Le normative possono riguardare:
- Superficie minima: stabilita per ciascun tipo di vano in base a criteri di abitabilità e comfort.
- Altezza minima: definita per garantire un'adeguata fruibilità del vano.
- Rapporto aeroilluminante: rapporto tra superficie finestrata e superficie del vano, che regola l'illuminazione naturale e la ventilazione.[6]
- Requisiti di sicurezza: resistenza al fuoco, isolamento acustico e isolamento termico per la protezione degli occupanti e l'efficienza energetica.
- Efficienza energetica: requisiti di isolamento termico e di consumo energetico per la sostenibilità ambientale e il risparmio energetico.[7]

## Catasto
In ottica catastale, il vano rappresenta un'unità di misura utilizzata per quantificare la superficie utile di un'unità immobiliare. La sua definizione si basa sul concetto di superficie netta calpestabile, ossia la superficie interna della stanza al netto di ingombri quali muri, pilastri e tramezzature.

### Calcolo del vano catastale
Il calcolo del vano catastale avviene secondo una formula specifica, che tiene conto della superficie netta calpestabile e di un coefficiente correttivo denominato coefficiente di ponderazione. Tale coefficiente varia in base a diversi fattori, tra cui:
- Categoria catastale dell'unità immobiliare (A/1, A/2, A/3, etc.)
- Altezza media del vano
- Presenza di finestre e aperture
- Esposizione del vano

### Rilevanza ai fini fiscali
Il numero di vani catastali assume un ruolo di primaria importanza ai fini della determinazione della rendita catastale di un immobile. La rendita catastale, a sua volta, rappresenta la base imponibile per il calcolo di diverse imposte, tra cui: l'imposta municipale propria (IMU), la tassa sui rifiuti (TARI) e l'imposta di registro in caso di compravendita.